# Parapagurion imbricata
Parapagurion imbricata là một loài chân đều trong họ Bopyridae. Loài này được Markham miêu tả khoa học năm 1978.